# Šučang
Šučang (tradicionalno kitajsko 許昌, poenostavljeno kitajsko 许昌) je mesto na ravni prefekture v osrednji kitajski provinci Henan. Na severozahodu meji na Džengdžov, na severovzhodu na Kajfeng, na vzhodu na Džovkov, na jugovzhodu na Luohe in na jugozahodu na Pindingšan. 
Leta 2010 je imel 4.307.488 prebivalcev, od katerih je 1.952.666 živelo v urbanem delu mesta. Leta 2007 je bil Šučang uvrščen med deset za bivanje najbolj primernih kitajskih mest.

## Uprava
Mesto Šučang na ravni prefekture upravlja dve okrožji, dve mesti na ravni okrožja in dva okraja. 
- okrožje Vejdu (魏都区)
- okrožje Džjanan (建安区)
- mesto Judžov (禹州市)
- mesto Čangge (长葛市)
- okraj Janling (鄢陵县)
- okraj Šjančeng (襄城县)

## Zgodovina
Med zgodnjo dinastijo Džov je bila regija Šučang podeljena družini Šu s priimkom Džjang in postala je država Šu. Vladal ji je Šu Venšu. V obdobju pomladi in jeseni in obdobju vojskujočih se držav sta Šučang zaporedoma zasedli državi Dženg in Ču. Družina Šu je bila v državi Ču preseljena v okrožje Je. 
Šučang je bil v pozni dinastiji Vzhodni Han de facto prestolnica vojskovodje Cao Caoja, ko je ugotovil, da je  staro prestolnico Luojang opustošila vojna. Selitev cesarskega dvora in cesarja Šjana v Šučang se je zgodila leta 196. 
Leta 220 je Cao Caojev sin in naslednik Cao Pi mesto uradno razglasil za glavno mesto novoustanovljene države Cao Vej. Mesto so preimenovali v Šučang, kar pomeni "vzpon Šuja". Cesarji Veja so imeli  dvor v Šučangu do preselitve prestolnice v Luojang v 220. Letih. 

## Geografija in podnebje
Šučang leži med zemljepisnima širinama 33° 16' in 34° 24' severno in  zemljepisnima dolžinama 113° 03' in 114° 19' vzhodno. 
Ima vlažno subtropsko podnebje (Köppnova podnebna klasifikacija Cwa) pod vplivom monsuna s štirimi letnimi časi. Zime so hladne in suhe, poletja vroča in vlažna. Pomlad se začne zgodaj in je topla, jesen pa je blaga in ima primeren prehod v zimo. Dežuje  večinoma od maja do septembra, saj takrat pade več kot 70 % letne količine padavin. Mesto ima povprečno letno temperaturo 14,6 °C. Najvišja povprečna mesečna temperatura je 27,0 °C v juliju, najnižja pa 0,7 °C v januarju. Vsako leto pade nekaj več kot 700 milimetrov padavin. Rastna sezona v povprečju traja 217 dni z 2280 sončnimi urami letno. 

## Gospodarstvo
Šučang je pomembno središče kitajske tobačne industrije. Mesto je najbolj znano po izdelavi lasulj in lasnih podaljškov. Vrednost izvoza teh izdelkov je leta 2016 znašala okoli milijardo dolarjev. Mesto je največji proizvajalec lasulj na svetu.